# Isla Herschel (Chile)
La isla Herschel es una isla perteneciente al territorio de Chile, situada en el pasaje de Drake en el sureste del archipiélago de Tierra del Fuego. Situada en el centro del grupo de las islas Hermite.
Tiene la particularidad de ser la zona más austral de América. Fue nombrada en honor del astrónomo británico William Herschel.
- Datos: Q17635056